# Kölzin
Kölzin ist seit Mai 2014 ein Ortsteil der Stadt Gützkow im Landkreis Vorpommern-Greifswald. Vorher war Kölzin eine eigenständige Gemeinde im Amt Gützkow bzw. im Kreis Greifswald. Der Ort hat 51 Einwohner (Stand: 31. Dezember 2015).

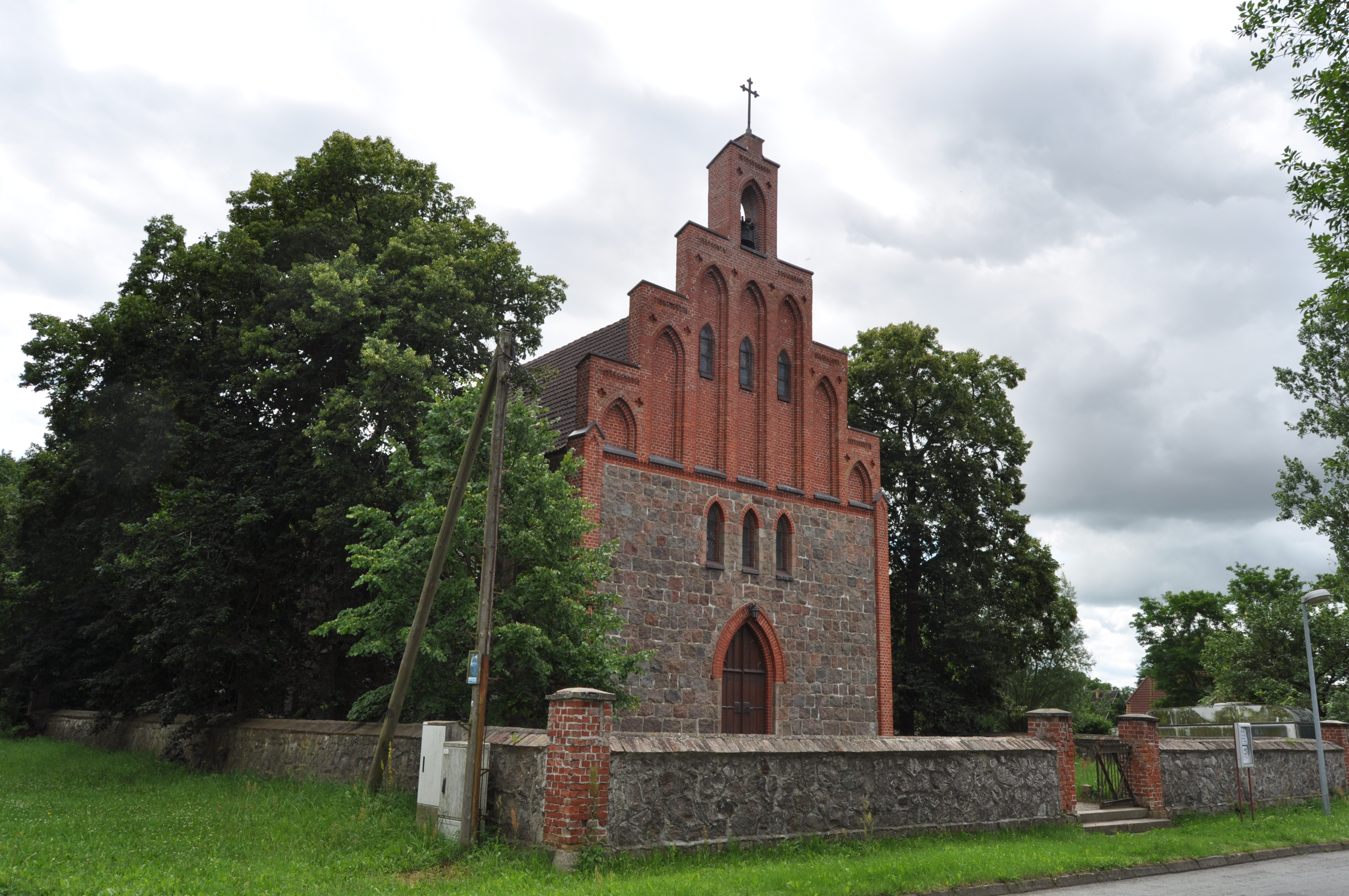
St.-Marien-Kirche von Kölzin

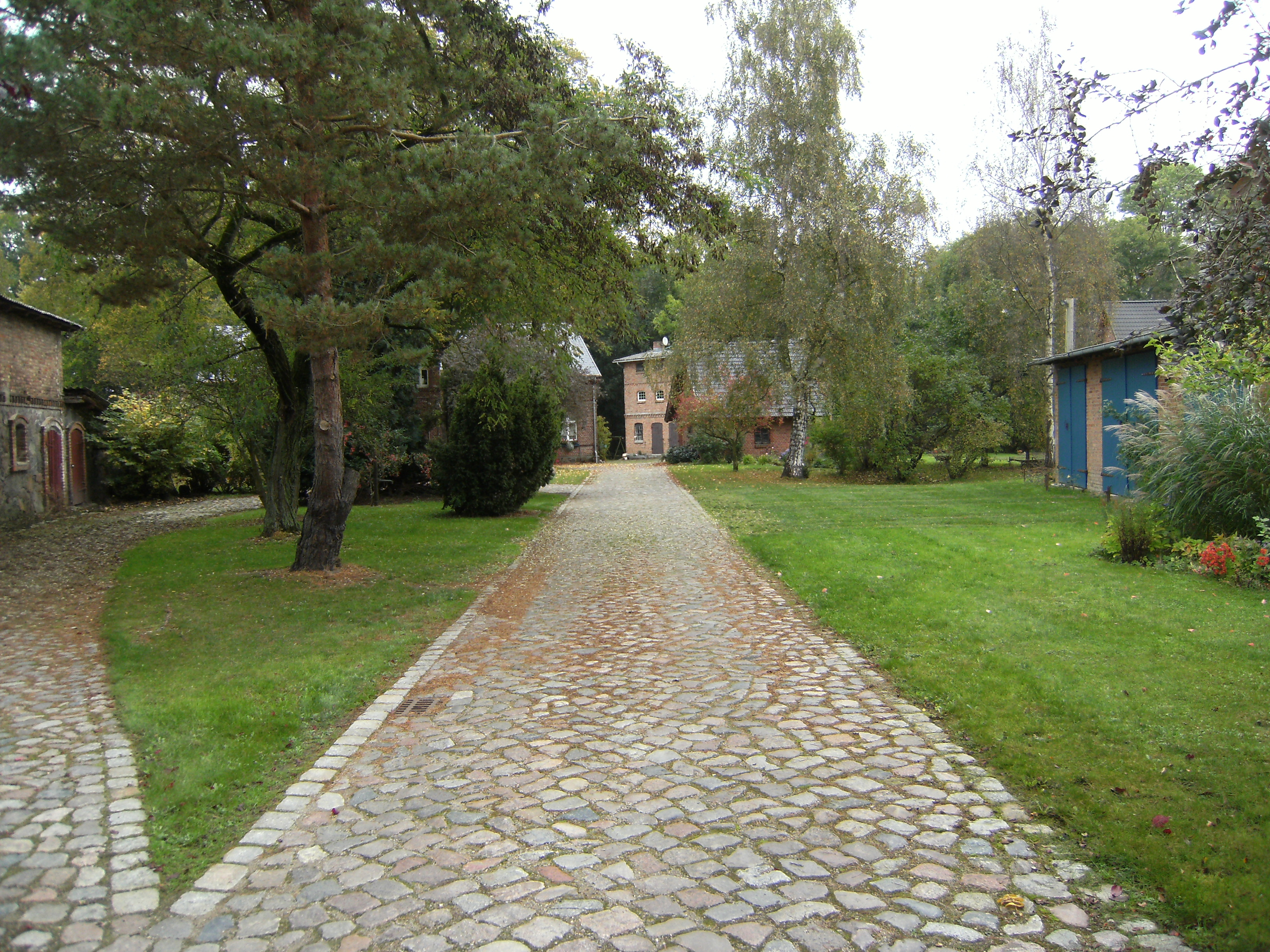
Bauernhof Ulrich Kölzin – Baudenkmal

## Geografie und Verkehr
Kölzin liegt 6,5 Kilometer westlich von Züssow und 3,8 Kilometer nordöstlich von Gützkow. Südlich des Ortes verläuft die Bundesstraße 111, westlich verlaufen die ehemalige Bundesstraße 96 (jetzt L 35) und die Bundesautobahn 20, die über die Anschlussstelle Gützkow (6,5 Kilometer) erreichbar ist.

## Ortsteile
Zu Kölzin gehörten bis 25. Mai 2014:
- Dargezin, Gutsdorf
- Dargezin-Vorwerk, Meierei
- Kölzin, Kirchdorf
- Fritzow, Gutsdorf
- Upatel, Siedlungsdorf

Mit Beschluss der Abgeordneten der ehemaligen Gemeinde Kölzin und der aufnehmenden Gemeinde Gützkow gab Kölzin die Eigenständigkeit mit der Kommunalwahl auf.
Wüstungen und Wohnplätze im Gemeindebereich
- Hartenbach (Wohnplatz)
- Funkturm (Wüstung)

## Geschichte

### Kölzin
Kölzin wurde 1451 als „Koltzyn“ urkundlich erwähnt. Der Ursprung des Namens könnte so gedeutet werden: Früher war der Ortsname Colzin, Col bedeutet Salz. Kölzin liegt an einem pommerschen Salzgürtel, der von Barth über Richtenberg, Grimmen verläuft und zwischen Kölzin und Gribow in der Salzwiese endet. Der Name kann aber auch „Baumstumpf“, „Stock“, auch „Bienenstock“ bedeuten.
Das Dorf Kölzin nahm innerhalb der Ortschaften der Umgebung eine Sonderstellung ein, weil es immer ein Bauerndorf gewesen ist. Da Dorf und Feldmark Kirchenbesitz waren und die Bauern gewissermaßen Leibeigene der Kirche, konnten sie nicht gelegt werden.
Um 1250 (urkundlich nicht bestätigt) wurde Kölzin der Gützkower Kirche von den Grafen mit aller Pacht, allen Diensten und der Gerichtsbarkeit über die Einwohner verliehen. Kölzin ist in der Folge immer in Kirchenbesitz verblieben. Das Dorf bestand damals aus 5 Bauern, 2 Kossäten oder Viertelbauern und 11 Eigentumskatenleuten. Die Höfe mit den dazugehörigen Äckern, Wiesen und Weiden waren den Bauern gegen ein Schutzgeld und gegen Hand- und Spanndienste auf Lebenszeit verliehen. Im Jahre 1829 wurde die Separation des Bauern- und Kossatenwesens, das heißt die Änderung der Verhältnisse der Dorfschaft zur Grundherrschaft, gefordert. Das Problem wurde in den Jahren 1830 und 1831 geregelt. Die Bauern wurden auf Erbpacht gesetzt.
Wegen der Zerrissenheit der Feldmark gab es 1830 eine amtliche Separation und Neuvermessung. Resultat war die Neuschaffung des Hofes VI.
Nach dem damaligen Kirchenherrn von Gützkow, dem Generalsuperintendenten Ritschl-Hartenbach, wurde der Hof Hartenbach benannt. Der Hof VI wurde bei seiner Gründung 1832 als selbständiger Ortsteil Hartenbach geführt. Nach Einführung der neuen Gemeindeordnung von 1849 wurde er 1850 amtlich nach Kölzin eingemeindet.
1840 wurde durch den Kölziner Einwohner Knaak für 208 Thaler in Handarbeit ein Abflussgraben zur Trockenlegung des Kölziner Sees hergestellt. Die Länge betrug 133 Ruthen, die Sohle 5 Fuß Breite, die Tiefe hinläufig 13 2/3 Fuß (das sind: L = 621 m, B = 1,5 m, T = 4,0 m). Der Graben wurde in südlicher Richtung gegraben.
Im Jahre 1850 wurden die Höfe in Kölzin freies Eigentum der Bauern, sie waren der Kirche gegenüber nun nicht mehr abgabepflichtig, mussten aber die Grundsteuer bis 1895 an die Kirche zahlen.
Seit 1860 wurde im Ort auch für die umliegenden Dörfer eine Kirche erbaut, die dann am 1. Dezember 1862 geweiht wurde. Diese Kirche wurde als Filialkirche zur Gützkower Kirche gebaut.
Im Jahre 1865 berichtet Dr. Berghaus über Kölzin:

„Einwohner: 169, Familien 36, darunter 5 Eigentümer, 1 Pächter, 9 Knechte und Jungen, 6 Mägde,
6 männliche und 5 weibliche Handwerker, 4 Dienstboten. Gebäude: 1 Kapelle, 1 Schule, 1 Armenhaus, 18 Wohnhäuser, 1 Fabrikgebäude, 32 Wirtschaftsgebäude“

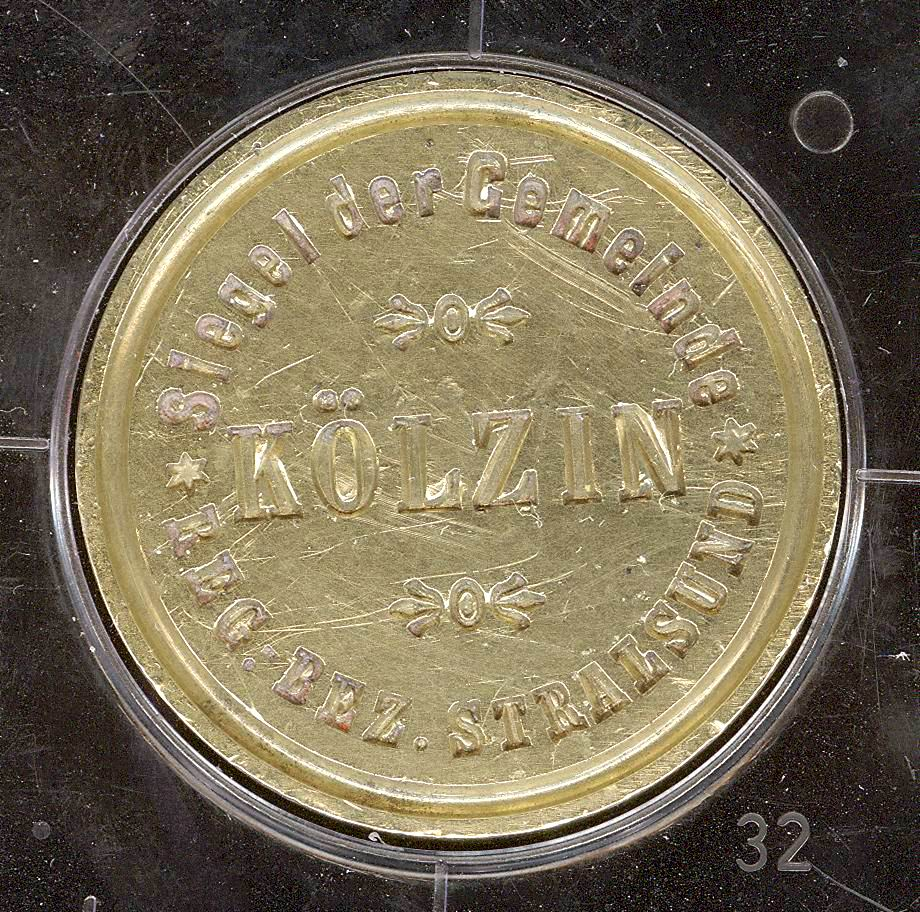
Gemeindesiegel von Kölzin

Um 1940 entstanden am Straßenabzweig zwischen Dargezin-Vorwerk und Hof Hartenbach eine Station der Wehrmacht, der Funkturm und eine Funkpeilstation für den Flugplatz Tutow.
Bei Kriegsende haben die 120 Einwohner von Kölzin 264 Flüchtlinge und Vertriebene aufgenommen.
Am 1. Juli 1950 wurde die bis dahin eigenständige Gemeinde Upatel eingegliedert.
1960 schlossen sich nach langem Widerstand die Großbauern und die kleineren Neubauern der Dargeziner LPG an.
1962 griff die Gemeindereform der DDR, Ortschaften wurden zu Gemeinden zusammengeschlossen, so bildeten die Ortschaften Dargezin, Dargezin-Vorwerk, Fritzow, Upatel und Kölzin die Gemeinde Kölzin. 1976 schloss sich die Gemeinde dem neuen Gemeindeverband Gützkow mit der Stadt Gützkow und den Gemeinden Bandelin, Lüssow und Breechen an. Dies war ein Vorläufer des späteren Amtes Gützkow. 1978 wurde dann durch die Einführung des Schülerverkehrs und freie Kapazitäten in Gützkow die kleinen Schulen in Kölzin, Fritzow, Lüssow, Dambeck und Dargezin geschlossen.
Zum 25. Mai 2014 wurde Kölzin nach Gützkow eingemeindet.
Hartenbach (Wohnplatz)
Hartenbach wurde 1833 erstmals urkundlich unter diesem Namen genannt. Es wurde mit Hartenbach benannt nach dem Kirchenherrn von Gützkow, dem Generalsuperintendenten von Pommern Carl Ritschl-Hartenbach (* 1783; † 1858). Dieser hatte 1830 die Separation der Feldmark und damit die Schaffung des so genannten Hofes VI veranlasst, der dann umbenannt wurde. Dieser separate Ortsteil wurde dann auf Grund der Gemeindereform von 1849 im Jahr 1850 nach Kölzin eingemeindet.
Noch im 21. Jahrhundert besteht dieser Wohnplatz aus zwei von Kölzin abgeschiedenen Höfen.
Funkturm (Wüstung)
1940 entstand an der Abzweigung Dargezin Vorwerk – Hof Hartenbach ein Objekt der Wehrmacht, genannt der Funkturm. Es war eine Funkmessstation für den Flugplatz Tutow. Als 1945 die Anlagen gesprengt wurden, blieben die Kaserne und die Nebengebäude bestehen, dort wurden Flüchtlinge und Vertriebene angesiedelt. Erst in den 1970er Jahren wurde der Wohnplatz aufgegeben und abgeräumt. Er fiel wüst und ist im 21. Jahrhundert nur noch ein vermülltes Gebüsch.

## Wappen und Siegel
Ein Wappen des Ortes oder der Gemeinde ist nicht bekannt, es hat wohl keines bestanden. Ein Siegel der (ehemaligen) Gemeinde wurde aber geführt. Datieren lässt es sich nicht genau, es ist verzeichnet – Regierungsbezirk Stralsund – diese territoriale Einteilung bestand von 1815 bis 1932.
Das Siegel befindet sich in der Ausstellung des Stadtmuseums Gützkow.

## Einwohnerentwicklung
| Jahr | Dargezin | D.-Vorwerk | Fritzow | Upatel | Kölzin | ehem. Gemeinde |
| ---- | -------- | ---------- | ------- | ------ | ------ | -------------- |
| 2005 | 165      | 35         | 45      | 56     | 72     | 375            |
| 2006 | 170      | 35         | 40      | 50     | 67     | 362            |
| 2007 | 157      | 32         | 46      | 44     | 66     | 345            |
| 2008 | 149      | 30         | 46      | 46     | 61     | 332            |
| 2009 | 145      | 29         | 43      | 44     | 54     | 315            |
| 2010 | 140      | 29         | 43      | 47     | 56     | 315            |
| 2011 | 138      | 31         | 39      | 46     | 48     | 302            |
| 2012 | 144      | 30         | 41      | 46     | 52     | 313            |
| 2013 | 140      | 32         | 37      | 49     | 52     | 310            |

Kölzin hatte am 31. Dezember 2014 50 Einwohner mit Hauptwohnung und 3 mit Nebenwohnung.
Kölzin hatte am 31. Dezember 2015 49 Einwohner mit Hauptwohnung und 2 mit Nebenwohnung.

## Sehenswürdigkeiten

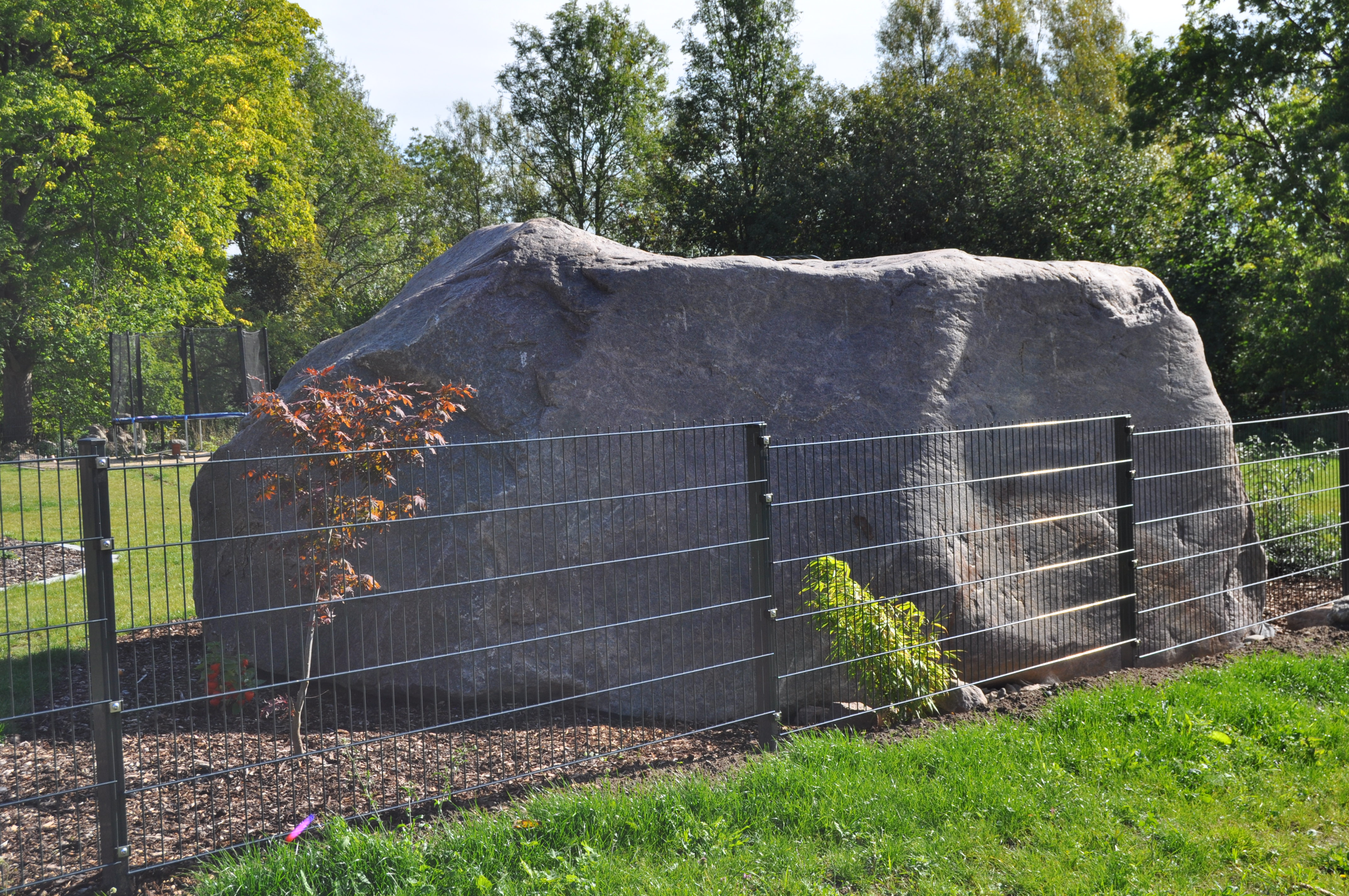
Kölzin Riesenfindling

- Die evangelische Kirche St. Marien wurde im 19. Jahrhundert im Stil der Neogotik errichtet. Sie wurde aus Feldsteinen erbaut und verfügt über einen polygonalen Chor. Im Innern befinden sich ein Altar aus der Neuzeit sowie eine Mehmel-Orgel aus dem Jahr 1862.
- Denkmalgeschützter Bauernhof Ulrich in Kölzin
- Riesenfindling am Ende der Dorfstraße Kölzin
- Trollblumenwiese
- Lindenallee nördlich von Kölzin bis zum Abzweig Funkturm